# 西茶屋資料館
西茶屋街資料館（にしちゃやがいしりょうかん）とは、石川県金沢市にし茶屋街界隈にある金沢市立の歴史博物館、資料館、及び文化施設である。

## 概要
建物は、「吉米楼（よしよねろう）」跡地に当時の造りを再現したものである。「吉米楼」は大正時代に、島田清次郎の小説『地上』の舞台となった場所でもある。1996年4月にオープンした。2階建て構造の日本家屋で、1階は島田清次郎に関するものを中心に、2階には金屏風や漆塗りの装飾品、扇子や三味線にし茶屋街当時の貴重な品などが展示されている。金沢市観光ボランティアガイドまいどさんが在中する。入館料は無料。

## 交通
- 北陸鉄道石川線野町駅から徒歩7分
- JR金沢駅から「城下町金沢周遊バス(左回り)」に乗車、「広小路」で下車、徒歩5分。